# Найлон
Найлон (на английски: nylon) е търговското наименование на клас синтетични полиамидни влакна и пластмаси. Получават се чрез полимеризация на α,ω-аминомонокарбоксилни киселини или чрез полимеризация на алифатни диамини с алифатни дикарбонови киселини. Може да се получи и от ε-капролактам. В зависимост от броя на въглеродните атоми в диамина и дикарбоксилната киселина е и наименованието на съответния найлон. Например Найлон-6,6 е получен от хексаметилендиамин и адипинова киселина (полихексаметиленадипамид) или Найлон-6,10 – от хексаметилендиамин и себацинова киселина. Найлоните са термопластични материали с висока температура на топене, с голяма якост и ниска степен на износване. Използват се за изтегляне на нишки, изолации, опаковки и др.
Някои версии извеждат етимологията на „найлон“ от съкращението на Ню Йорк (NY) и първите букви на Лондон (LON), тъй като е продукт на съвместна разработка на американски и английски учени.
В България под „найлон“ често се разбира и всяко полимерно фолио, включително най-разпространеното в бита от полиетилен.